# حواصیل آبی بزرگ
حواصیل آبی بزرگ (نام علمی: Ardea herodias) نام یک گونه از سرده حواصیل‌های نمادین است.

## نگارخانه

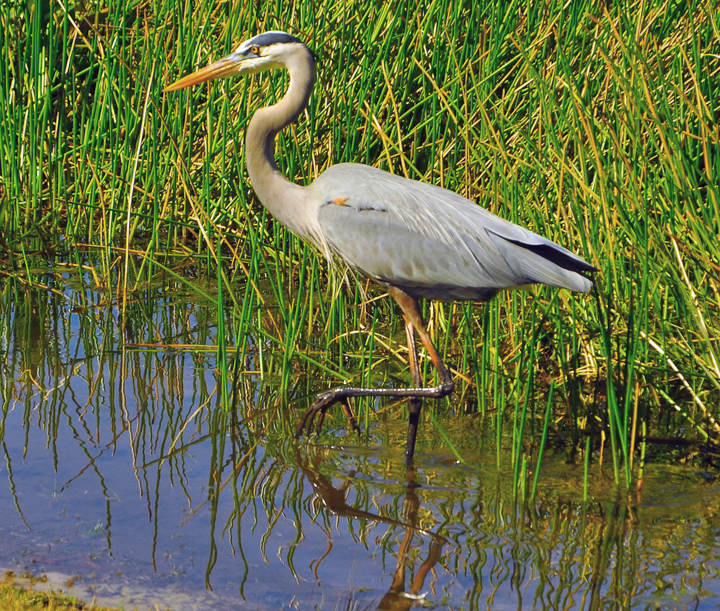
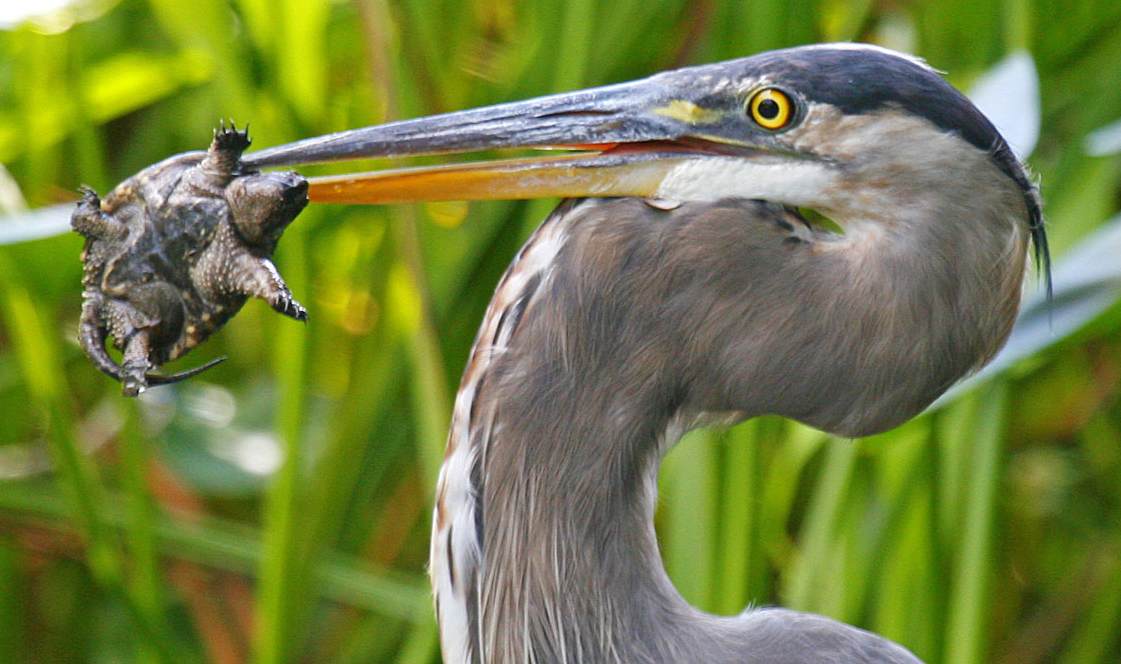
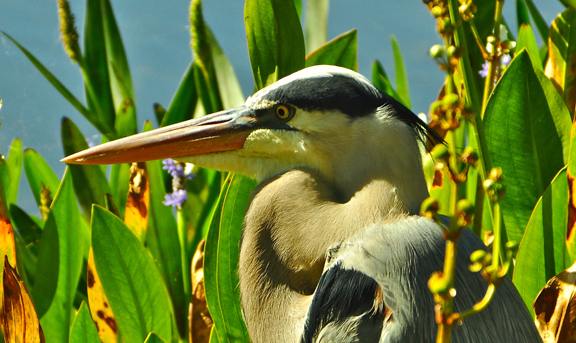